# Bánh tôm Hồ Tây

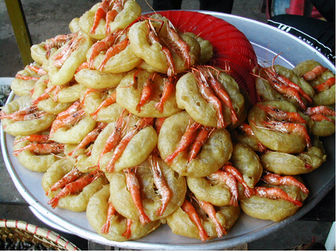
Bánh tôm

Bánh tôm Hồ Tây là một trong các món ăn nổi tiếng của Hà Nội. Chúng được làm từ nguyên liệu là những con tôm càng sông hay tôm càng Hồ Tây đặc trưng.

## Cách làm
Tôm (nước ngọt) hồ Tây bọc bột mì cho vào chảo mỡ nóng già ngập bánh cho chín tới. Khi bánh phồng lên và ngả màu vàng có bốc mùi thơm ngậy. Gắp bánh gác lên hai que đũa xếp ngang chảo cho ráo mỡ.
Ăn bánh nóng cùng với nước chấm vị chua, ngọt và cay, thêm chút dưa góp (đu đủ và cà rốt thái nhỏ ngâm giấm).
Bánh tôm giòn, mềm và ngọt, ăn cùng xà lách hoặc rau thơm, có thể thêm bún rối và rất hợp với bia.

## Sự phát triển
Hà Nội những năm 1970-1980 đã có hàng bán bánh tôm của quốc doanh nằm trên đường Thanh Niên, phía bên hồ Trúc Bạch. Lúc đó nơi đây là địa điểm vui chơi giải trí, bánh tôm Hồ Tây đã đi vào ký ức nhiều thế hệ.
Sang cuối những năm 1980, đời sống được nâng lên đã dẫn đến sự phát triển mạnh mẽ của các loại hình dịch vụ khác. Hàng bánh tôm Hồ Tây đã không còn chiếm vị trí độc tôn nữa trong lựa chọn của thực khách.
Hiện nay, rất nhiều quán quanh Hồ Tây cũng làm và bán bánh tôm